# Адолат (район Рудаки)
Адола́т (тадж. Адолат; до 2009 года — Совнарком) — село в районе Рудаки Республики Таджикистан. Входит в состав джамоата (сельской общины) Зайнабобод района Рудаки.
Находится на расстоянии 7 км от райцентра (пгт. Сомониён) и 1 км от центра общины (село Комсомол).
Население — 1380 чел. (2017).